# Whakakai Stream Waterfall
Der Whakakai Stream Waterfall (auch bekannt als Karakariki Waterfall) ist ein Wasserfall im Karakariki Scenic Reserve westlich von Hamilton in der Region Waikato auf der Nordinsel Neuseelands. Er liegt im Lauf des Whakakai Stream. Seine Fallhöhe beträgt 2 Meter.
Vom Parkplatz am Ende der Karikari Valley Road führt der Karikari Track über zwei Hängebrücken hinweg in rund 20 Gehminuten zum Wasserfall.